# Nao Hibino
Nao Hibino (nascida em 28 de novembro de 1994) é um tenista profissional japonêsa. Ela foi classificada como nº 56 em simples e nº 43 em duplas pela Women's Tennis Association (WTA), tendo obtido três títulos de simples e dois de duplas no WTA Tour. Além disso, ela ganhou onze torneios de simples e treze de duplas no Circuito Feminino da ITF.
Hibino fez sua estreia em 2015, quando ganhou seu primeiro título do WTA Tour em simples no Tashkent Open. Como resultado, ela estreou no top 100. Desde então, ela passou vários anos no top 100 e esteve no top 150 constantemente, exceto por um período entre fevereiro de 2022 e setembro de 2022, após uma pausa na carreira de outubro de 2021 ao final de abril de 2022.
Hibino foi a jogadora japonêsa número um no ranking WTA por cinco semanas, começando em 11 de janeiro de 2016, e alcançou esta posição novamente em 3 de abril de 2023. Ela representou o Japão em competições nacionais, estreando na Fed Cup de 2016 e nas Olimpíadas de Verão em 2021.

## Vida pessoal e antecedentes
Hibino nasceu em 28 de novembro de 1994, em Ichinomiya, Japão. Vindo de uma família que ama tênis, ela recebeu o nome da ex-jogadora do top 20 Naoko Sawamatsu, enquanto seu irmão recebeu o nome de Shuzo Matsuoka. Ela também tem uma irmã mais velha. Aos 10 anos, ela e seu irmão foram apresentados ao tênis por sua mãe.
Em 2015, Hibino mudou-se para Kobe, no Japão, para treinar. Ela gosta de passar o tempo com sua família porque raramente tem a chance de morar com eles. Quando ela volta para casa, costuma ir às compras com a irmã e levar os cachorros para passear. Ela também gosta de ler e costuma ler nas horas vagas. Hibino gosta de comer comidas locais e passear em lugares famosos enquanto viaja em turnê. Desde muito jovem, ela sonhava em jogar na quadra central de Wimbledon.

## Carreira júnior
Hibino alcançou a posição mais alta na carreira, ocupando o 54º lugar como júnior. Ela começou a jogar no ITF Junior Circuit em janeiro de 2009 aos 14 anos. Em março seguinte, ela fez sua estreia no Grau 1 do Japan Open em Nagoya, chegando à segunda rodada em eventos de simples e duplas. Três semanas depois, ela ganhou seu primeiro título de simples júnior na Grade-4 Gallipoli Youth Tennis Cup em Queensland após derrotar Ashleigh Barty na final. Lá ela também ganhou seu primeiro título de duplas. Em outubro, ela jogou seu torneio mais forte até o momento, o Grade A Osaka Mayor's Cup, onde avançou para a segunda fase. Ela teve melhor resultado em duplas, chegando às quartas de final ao lado de Mana Ayukawa.
Depois de começar a temporada de 2011 com uma derrota precoce no torneio Grau 1 "Loy Yang Traralgon International" em Traralgon, ela fez sua estreia em Grand Slams no Australian Open. Em simples, ela chegou à segunda rodada, enquanto em duplas perdeu na primeira rodada ao lado de Emily Fanning [en]. Em seu próximo torneio, o Grau 1 "Chang LTAT ITF Junior Championships" em Nonthaburi, Hibino alcançou seu resultado mais significativo até o momento em simples, chegando às semifinais. Duas semanas depois, ela teve seu maior resultado em duplas também, ganhando seu primeiro título de Grau 1 no "Mitsubishi-Lancer International Championships" em Manila. Em seus dois torneios seguintes, ela venceu dois eventos de Grau 4 na Austrália, tanto em simples quanto em duplas, incluindo aquele em Queensland, onde defendeu seus títulos. Seu desempenho individual começou a diminuir, já que ela perdeu nas primeiras rodadas em torneios como o Aberto da França, Wimbledon, Aberto do Canadá, US Open, "Osaka Mayor's Cup" e Pan Pacific Open. No entanto, seu desempenho em duplas continuou a levar a bons resultados ao chegar às semifinais do Aberto do Canadá e da Copa do Prefeito de Osaka. Ela fechou a temporada com uma quarta de final de simples e um título de duplas no Campeonato Internacional Fechado Seogwipo Asiático/Oceania Grau-B1 em Jeju-do.
A temporada de 2012 foi a última temporada júnior para Hibino. Ela jogou mais uma vez no Australian Open, mas novamente teve pouco sucesso, chegando apenas à segunda rodada em simples e à primeira rodada em duplas. Seu último torneio foi o Grau 1 "Mitsubishi-Lancer International Juniors Championships" em Manila, onde ela alcançou a semifinal em simples e as quartas de final em duplas. Como júnior, ela ganhou quatro títulos de simples e cinco de duplas no total no ITF Junior Circuit.

## Carreira profissional

### 2023
Os resultados mais expressivos no ano para Hibino foram: ganhar o torneio ITF de US$ 25k em Kashiwa em abril e o torneio WTA Prague Open em agosto onde entrou na chave principal como "lucky loser" e venceu Linda Nosková na final em sets diretos.

### 2024
Hibino iniciou a temporada pelo giro australiano. Primeiro tentou o Canberra Tennis International onde venceu a vinda da qualificatória Katherine Sebov [en] na primeira rodada em sets diretos, a "wild card" local Taylah Preston [en] na segunda em jogo de três sets e perdeu nas quartas de final para Harriet Dart em sets diretos. Logo depois, ela tentou o Hobart International, mas perdeu na primeira rodada da qualificatória para a cabeça de chave N° 2 Yulia Putintseva em sets diretos. Depois disso, partiu para o Australian Open, no qual, perdeu para a cabeça de chave N° 8 Maria Sakkari na primeira rodada sets diretos. Permanecendo na Ásia, seu próximo compromisso foi no Thailand Open onde venceu  Kamilla Rakhimova na primeira rodada em sets diretos e perdeu na segunda para a "cabeça de chave" N° 3 Wang Xinyu também em sets diretos. Daí por diante, nos torneios em quadra dura de que participou, não teve grandes destaques ficando na máximo na segunda rodada na maioria deles.
Hibino deu início à temporada em quadras de saibro no Open Capfinances Rouen Métropole, onde perdeu na primeira rodada. O mesmo aconteceu no Aberto de Madri e nos três torneios nos quais participou em seguida: o Catalonia Open, o Trophée Clarins e o Grand Prix Lalla Meryem. No Aberto da França, perdeu na primeira rodada para Bernarda Pera, em sets diretos. Participou do Makarska Open no qual chegou às quartas de final, onde perdeu para a eventual vice-campeã, Mayar Sherif, em sets diretos.
Hibino começou a temporada em quadras de grama participando do Nottingham Open, no qual perdeu na primeira rodada, para a cabeça de chave N° 5, Magdalena Frech, em sets diretos. Logo depois, ela tentou o Berlim Ladies Open, no qual passou da qualificatória, no entanto, perdeu na primeira rodada da chave principal, para Anna Kalinskaya, em jogo de três sets. Em seguida, participou do Torneio de Wimbledon, no qual, perdeu para Elise Mertens na primeira rodada, em jogo de três sets.

## WTA Tour finais

### Simples: 1 (1 título)
| Legenda                             |
| ----------------------------------- |
| Grand Slam (0–0)                    |
| WTA Tour (0–0)                      |
| Premier Mandatory & Premier 5 (0–0) |
| Premier (0–0)                       |
| International (1–0)                 |

| Finais por piso |
| --------------- |
| Duro (1–0)      |
| Saibro (0–0)    |
| Grama (0–0)     |
| Carpete (0–0)   |

| Resultado | N. | Data           | Torneio                               | Piso | Oponente    | Placar   |
| --------- | -- | -------------- | ------------------------------------- | ---- | ----------- | -------- |
| Campeã    | 1. | 3 Outubro 2015 | WTA de Tashkent, Tashkent, Uzbekistan | Duro | Donna Vekic | 6–2, 6–2 |